# Einführungsgesetz zum Strafgesetzbuch
Das Einführungsgesetz zum Strafgesetzbuch (Abkürzung: EGStGB) in Deutschland enthält im ersten Teil die Abgrenzung landesrechtlicher und bundesrechtlicher Strafvorschriften, die sich aus der konkurrierenden Gesetzgebung nach Art. 74 Abs. 1 Nr. 1 GG ergibt. Diese Konkretisierung belässt den Ländern die Möglichkeit, Strafvorschriften mit geringfügigen Rechtsfolgen zu erlassen.
Der folgende Teil Art. 5–9 EGStGB enthält Vorschriften zu Ordnungs- und Zwangsmitteln. Es stellt klar, dass diese Maßnahmen nicht den Charakter von Kriminalstrafen haben. Diese Vorschriften gelten im Übrigen nicht allein für das Strafverfahren, sondern für die gesamte Rechtsordnung (vgl. „Bundes- und Landesrecht“ in Art. 5 EGStGB). Ergänzende Regelungen und Verordnungsermächtigungen finden sich in den Vorschriften der Art. 293 - 297 EGStGB.
Die übrigen Vorschriften sind weitgehend normgenetisch als Änderungs- und Übergangsvorschriften zu klassifizieren.

## Normgenese
Das EGStGB ist überwiegend zum 1. Januar 1975 (Art. 326 EGStGB) in Kraft getreten. Es steht im Zusammenhang mit der Großen Strafrechtsreform. Insbesondere das Nebenstrafrecht und Strafvorschriften im Besonderen Teil des StGB wurden durch das EGStGB angepasst. Die hierfür erlassenen Übergangsvorschriften, die sich weitgehend auf Entscheidungen oder Taten vor dem 1. Januar 1975 beziehen, sind wegen Zeitablaufs weitgehend gegenstandslos.